# 古山駅
古山駅（ふるさんえき）は、北海道（空知総合振興局）夕張郡由仁町古山にある北海道旅客鉄道（JR北海道）室蘭本線の駅である。電報略号はフサ。事務管理コードは▲130332。

## 歴史
第二次世界大戦に伴う輸送量増大に伴い、三川駅 - 由仁駅間の中間地点に設けられた信号場を出自とする。

### 年表

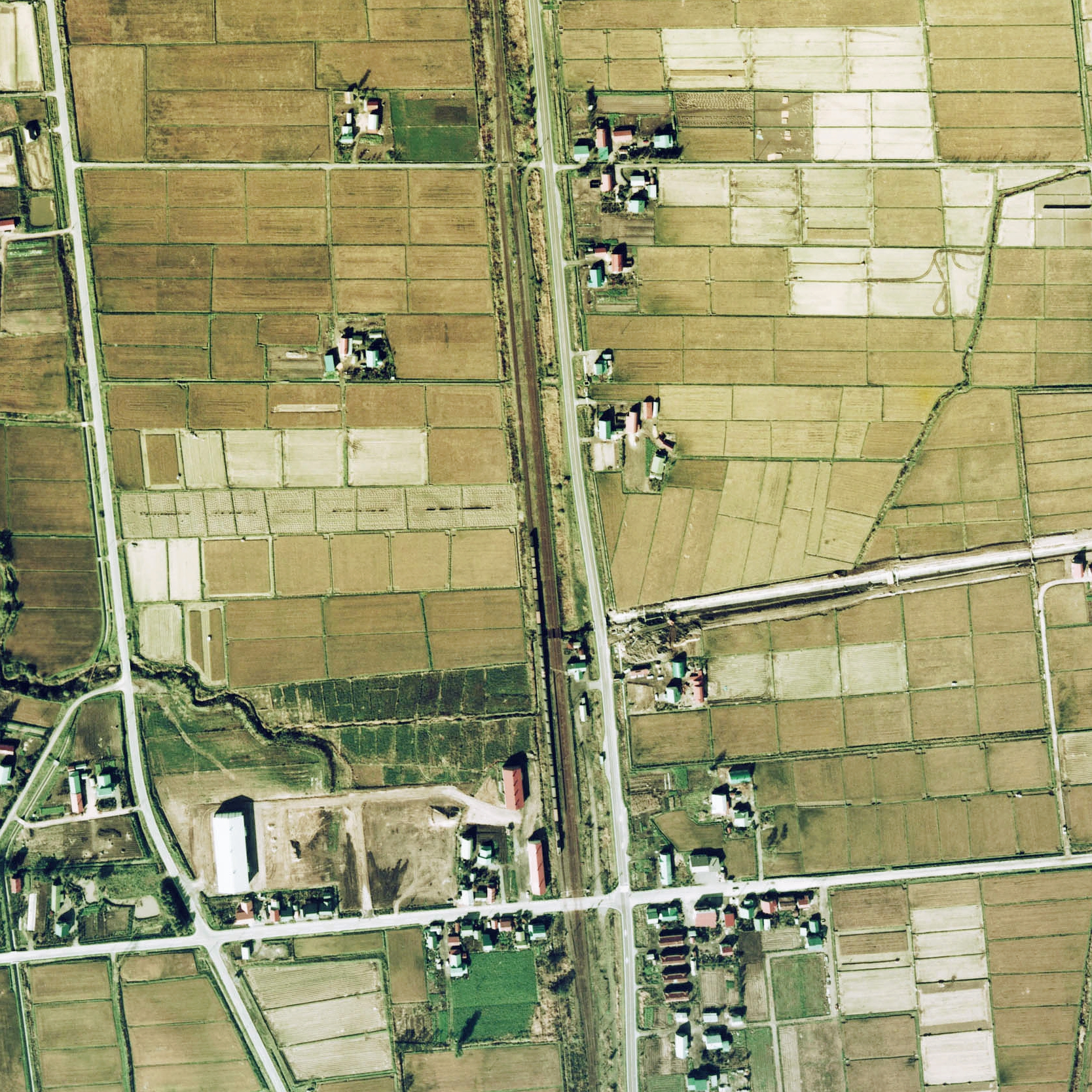
1976年の古山駅と周囲750m範囲。上が岩見沢方面。

- 1943年（昭和18年）9月25日：国有鉄道室蘭本線の古山信号場として設置[1][3]。
- 1946年（昭和21年）4月1日：駅に昇格し、古山駅となる[1][3]。一般駅[1]。併せて待合室を増築[3]。
- 1947年（昭和22年）12月1日：車扱貨物の取扱開始[4]。
- 1972年（昭和47年）3月15日：貨物取扱い廃止[1]。
- 1980年（昭和55年）5月15日：荷物取扱い廃止[1]。同時に無人化[5]。
- 1982年（昭和57年）：駅舎改築[6]。
- 1987年（昭和62年）4月1日：国鉄分割民営化によりJR北海道に継承[1]。

### 駅名の由来
地名より。当地を流れる由仁川支流、振寒川のアイヌ語名とされる「フㇽサㇺ（hur-sam）」（丘の・傍）に由来する。

## 駅構造
単式ホーム・島式ホーム（片面使用）複合型2面2線を有する地上駅で、列車交換可能な交換駅。互いのホームは単式ホーム北側と島式ホーム中央部分を結んだ跨線橋で連絡している。跨線橋はコの字型である。線路東側の駅舎側単式ホームが上り1番線、対向側島式ホームが下り2番線となっている。そのほか安全側線を有する。かつては単式ホーム・島式ホーム複合型2面3線の配線であった（1983年（昭和58年）4月時点ではこの配線）。三川駅 - 当駅間の複線区間を単線に変更した影響か、本来の中線が下り本線となる奇妙な配線となっており（現在の2番線）、島式ホームの駅舎と反対側の線が上下共用の副本線の3番線となっていた。そのため当時は安全側線が合計4線存在した。3番線は1993年（平成5年度）3月までに撤去された。

### のりば
| 番線 | 路線      | 方向 | 行先             |
| ---- | --------- | ---- | ---------------- |
| 1    | ■室蘭本線 | 上り | 苫小牧・糸井方面 |
| 2    | ■室蘭本線 | 下り | 岩見沢方面       |

追分駅管理の無人駅。駅舎は構内の東側（岩見沢方面に向かって右手側）に位置し単式ホーム北側に接している。有人駅時代の駅舎は改築され、安平駅、三川駅、栗丘駅と同型の駅舎となっている。駅舎内に待合所のほか管理事務室、トイレを有する。
なお、三川駅 - 当駅間の単線区間はかつては複線であったが、列車本数の減少に伴う合理化により1線が撤去されたものである。

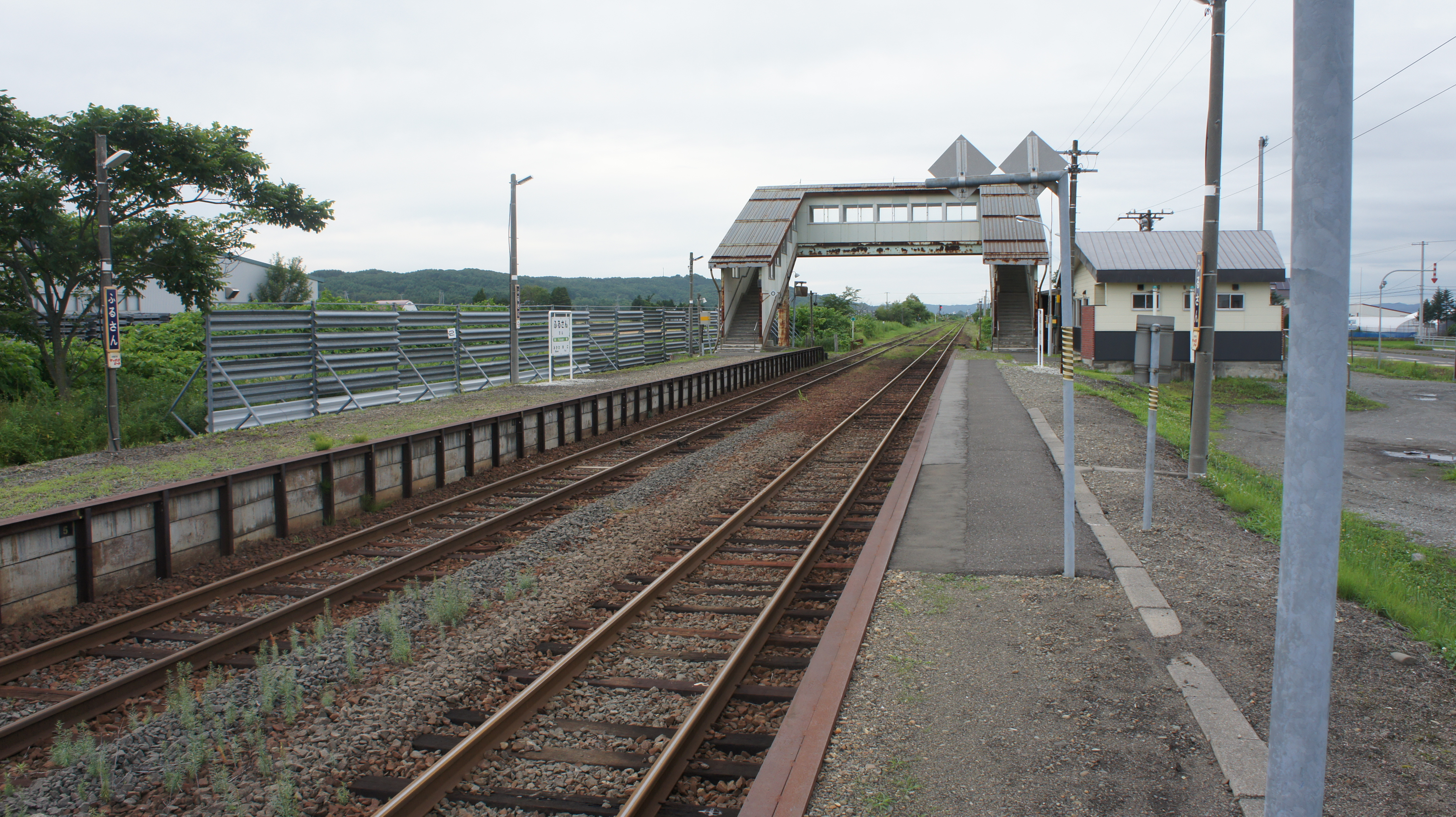
ホーム（2017年7月）
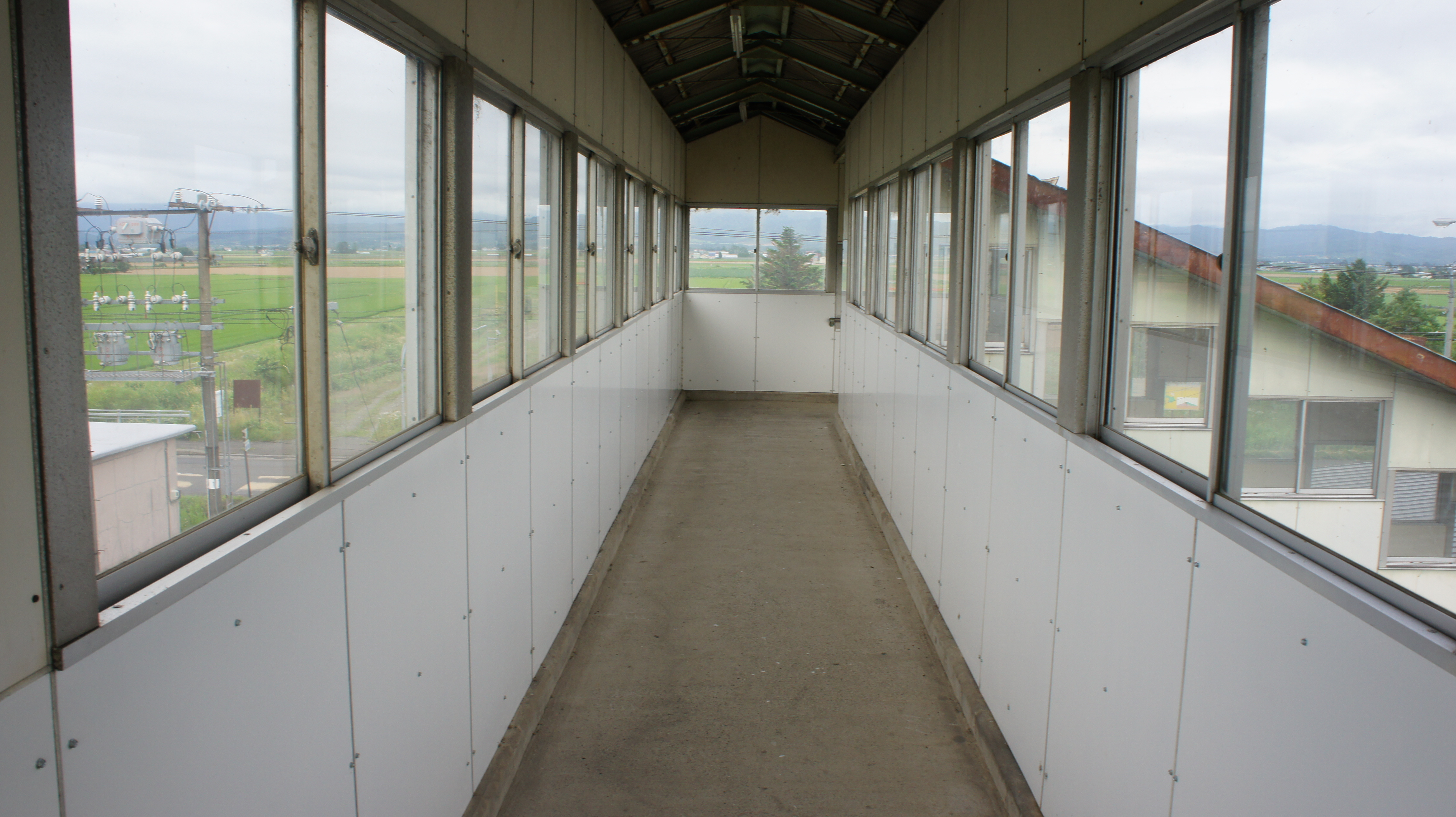
跨線橋（2017年7月）
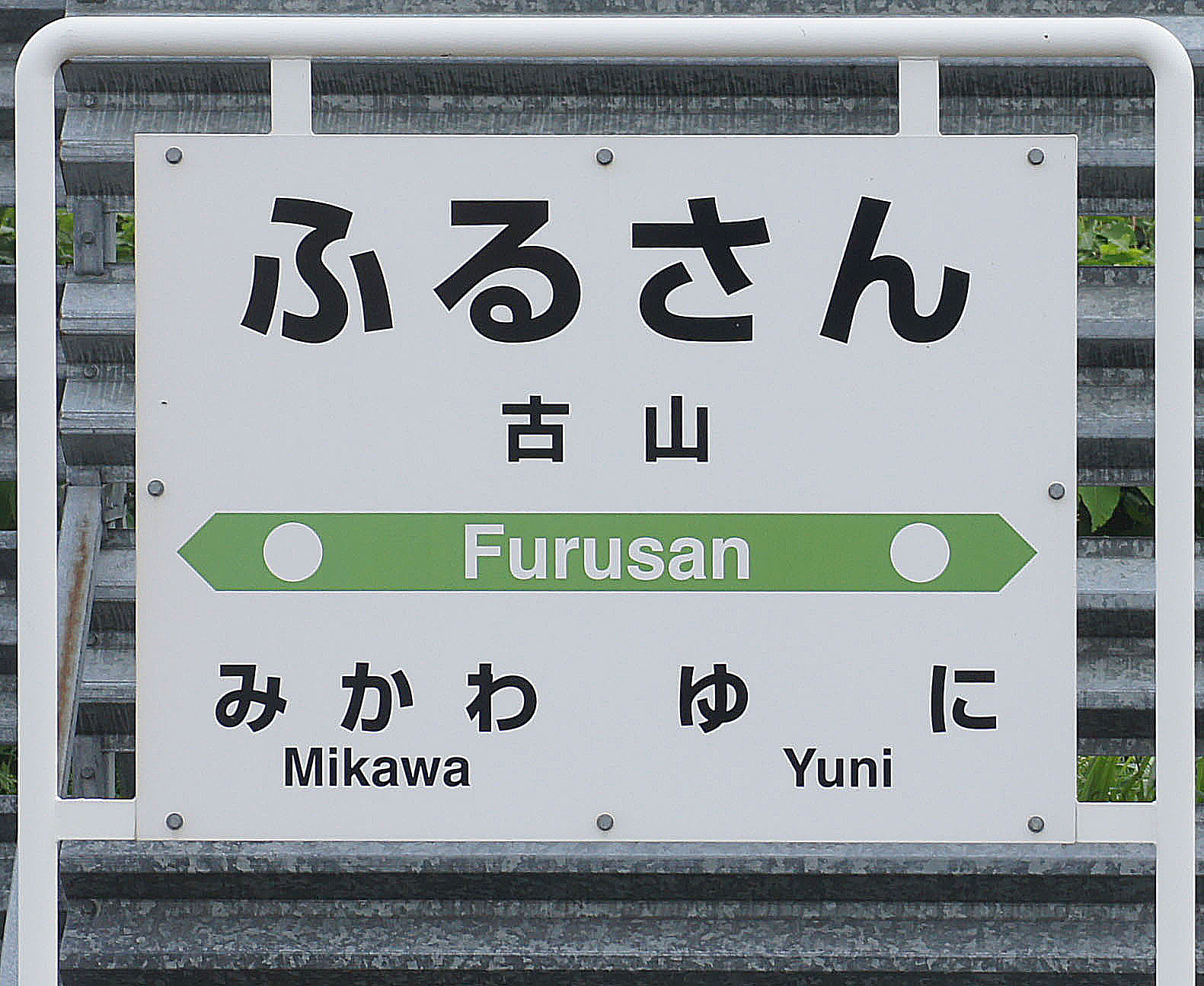
駅名標（2017年7月）

## 利用状況
乗車人員の推移は以下のとおり。年間の値のみ判明している年については、当該年度の日数で除した値を括弧書きで1日平均欄に示す。乗降人員のみが判明している場合は、1/2した値を括弧書きで記した。また、「JR調査」については、当該の年度を最終年とする過去5年間の各調査日における平均である。
| 年度               | 乗車人員   | 乗車人員 | 乗車人員 | 出典       | 備考                             |
| 年度               | 年間       | 1日平均  | JR調査   | 出典       | 備考                             |
| ------------------ | ---------- | -------- | -------- | ---------- | -------------------------------- |
| 1967年（昭和42年） | (35,200.0) | (61.5)   |          | [ 3 ]      | 年間乗客数70,400人、1日平均123人 |
| 1981年（昭和56年） |            | (21.0)   |          | [ 10 ]     | 1日乗降人員：42                  |
| 1992年（平成04年） |            | (24.0)   |          | [ 6 ]      | 1日乗降人員：48                  |
| 2016年（平成28年） |            |          | 16.6     | [ JR北 2 ] |                                  |
| 2017年（平成29年） |            |          | 15.6     | [ JR北 3 ] |                                  |
| 2018年（平成30年） |            |          | 14.0     | [ JR北 4 ] |                                  |
| 2019年（令和元年） |            |          | 13.4     | [ JR北 5 ] |                                  |
| 2020年（令和02年） |            |          | 12.8     | [ JR北 6 ] |                                  |
| 2021年（令和03年） |            |          | 12.6     | [ JR北 7 ] |                                  |
| 2022年（令和04年） |            |          | 12.2     | [ JR北 8 ] |                                  |
| 2023年（令和05年） |            |          | 12.2     | [ JR北 9 ] |                                  |

## 駅周辺
周辺は田園地帯である。
- 国道234号
- 札幌ゴルフ倶楽部由仁コース
- 伏見台公園
- ハイジ牧場
- 不動ノ滝
- 振寒川
- 北海道中央バス（岩見沢営業所）「古山駅前」停留所[11]

## 隣の駅
北海道旅客鉄道（JR北海道）
室蘭本線
三川駅 - 古山駅 - 由仁駅

### JR北海道
1. ↑  線区別のご利用状況
2. ↑  「■室蘭線(沼ノ端・岩見沢間)」『駅別乗車人員  特定日調査（平日）に基づく』（PDF）（レポート）北海道旅客鉄道、2017年12月8日、8頁。オリジナルの2021年3月4日時点におけるアーカイブ。2025年6月19日閲覧。
3. ↑  「■室蘭線(沼ノ端・岩見沢間)」『駅別乗車人員  特定日調査（平日）に基づく』（PDF）（レポート）北海道旅客鉄道、2018年7月2日、8頁。オリジナルの2021年3月4日時点におけるアーカイブ。2025年6月19日閲覧。
4. ↑  「■室蘭線(沼ノ端・岩見沢間)」『駅別乗車人員  特定日調査（平日）に基づく』（PDF）（レポート）北海道旅客鉄道、2019年10月18日、8頁。オリジナルの2021年3月4日時点におけるアーカイブ。2025年6月19日閲覧。
5. ↑  「■室蘭線(沼ノ端・岩見沢間)」『駅別乗車人員  特定日調査（平日）に基づく』（PDF）（レポート）北海道旅客鉄道、2020年10月30日、8頁。オリジナルの2022年1月30日時点におけるアーカイブ。2025年6月19日閲覧。
6. ↑  「■室蘭線(沼ノ端・岩見沢間)」『駅別乗車人員  特定日調査（平日）に基づく』（PDF）（レポート）北海道旅客鉄道、7頁。オリジナルの2023年5月11日時点におけるアーカイブ。2025年6月19日閲覧。
7. ↑  「■室蘭線(沼ノ端・岩見沢間)」『駅別乗車人員  特定日調査（平日）に基づく』（PDF）（レポート）北海道旅客鉄道、7頁。オリジナルの2022年9月3日時点におけるアーカイブ。2022年9月3日閲覧。
8. ↑  「■室蘭線(沼ノ端・岩見沢間)」『駅別乗車人員  特定日調査（平日）に基づく』（PDF）（レポート）北海道旅客鉄道、7頁。オリジナルの2023年11月10日時点におけるアーカイブ。2023年11月10日閲覧。
9. ↑  「■室蘭線(沼ノ端・岩見沢間)」『駅別乗車人員  特定日調査（平日）に基づく』（PDF）（レポート）北海道旅客鉄道、2024年、7頁。オリジナルの2024年11月25日時点におけるアーカイブ。2024年9月9日閲覧。